# Israelische Mathematische Union
Die Israelische Mathematische Union (IMU, hebräisch הָאִגּוּד הַיִּשְׂרְאֵלִי לְמָתֵמָטִיקָה HaʾIggūd haJisrəʾelī ləMatemaṭīqah, deutsch ‚der Israelische Verband für Mathematik‘, englisch Israel Mathematical Union, Plene: האיגוד …) ist die israelische mathematische Gesellschaft. Sie wurde 1953 gegründet und ist seit 1991 Mitglied der European Mathematical Society. Sie hat etwa 300 Mitglieder (2003).
In Israel gibt es eine intensive mathematische Forschung mit acht Haupt-Universitäten (Hebräische Universität in Jerusalem, Universität Haifa, Technion in Haifa, Bar-Ilan-Universität, Ben-Gurion-Universität im Negev, Universität Tel Aviv, die Graduate School des Weizmann-Instituts, Open University) und fünf mathematischen Zeitschriften (Israel Journal of Mathematics, GAFA, Journal d´Analyse Mathematiques, Israel Mathematical Conference Proceedings, Integral Equations and Operator Theory). Die IMU wechselt alle zwei Jahre ihre Leitung, die jeweils von einer der Haupt-Forschungsuniversitäten kommt.
Die IMU vergibt jährlich den Wolf-Preis (in Mathematik) und den Erdős-Preis und veranstaltet jährlich ein zweitägiges Treffen.